# Bang Min-ah
Bang Minah (tiếng Hàn: 방민아; Hanja: 方珉雅, Hán Việt: Phương Mẫn Nga; sinh ngày 13 tháng 5 năm 1993), còn được biết đến với nghệ danh Minah (tiếng Hàn: 민아), là ca sĩ người Hàn Quốc, thành viên của nhóm nhạc nữ Girl's Day trực thuộc công ty SM Culture & Contents.

## Tiểu sử
Bang Minah sinh ngày 13 tháng 5 năm 1993 ở Incheon, Hàn Quốc. Cô học trường trung học nữ sinh Jinsun và hiện đang học chuyên ngành truyền hình Đại học nữ sinh Dongduk.

## Sự nghiệp

### Sự nghiệp âm nhạc

#### Girl's Day
Vào 9 tháng 7 năm 2010, Minah ra mắt với tư cách thành viên nhóm nhạc nữ Girl's Day trên Music Bank với đĩa đơn đầu tiên, Tilt My Head.
Vào ngày 11 tháng 1 năm 2019, hợp đồng của 4 thành viên Girl’s Day với Dream Tea Entertainment hết hạn và họ quyết định không gia hạn. Dream Tea Entertainment tuyên bố rằng nhóm không tan rã mà chỉ bị gián đoạn và hy vọng các thành viên sẽ quảng bá trở lại như Girl’s Day trong tương lai.

#### Hoạt động solo
Minah đã phát hành một số đĩa đơn solo, trong số đó là Holding Hands, một bài hát trong album dự án 4U của Lee Hyun-do và You, I cho nhạc phim của bộ phim truyền hình Doctor Stranger.
Vào ngày 3 tháng 3 năm 2015, DreamT đã thông báo rằng Minah sẽ ra mắt solo vào giữa tháng 3. Minah đã phát hành album I Am a Woman Too vào ngày 15 tháng 3 năm 2015.
Minah đã phát hành đĩa đơn solo Other Way vào ngày 11 tháng 11 năm 2017. Cô viết lời cho bài hát 11° và tham gia vào quá trình sáng tác bài hát.
Vào ngày 15 tháng 11 năm 2019, Minah thông báo sẽ tham gia vào dự án âm nhạc HYPHNE với tư cách là ca sĩ đầu tiên, do HiFly sản xuất. Qua đó phát hành đĩa đơn nhạc số với ca khúc chủ đề Butterfly vào ngày 21 tháng 11.
Vào ngày 28 tháng 8 năm 2022, Minah đã trở lại với đĩa đơn "Listen to me Once".

### Sự nghiệp diễn xuất
Vào năm 2010, Minah tham gia bộ phim Performer, bộ phim nói về hip hop và trở thành bộ phim nhảy múa 3D đầu tiên của Hàn Quốc, phiên bản của Step Up, Minah vào vai nữ vũ công breakdance.
Minah khởi nghiệp diễn xuất trong bộ phim Roller Coaster trên kênh truyền hình cáp tvN, trong phân khúc "Frustrated, but Let's Stick Together" Sau đó, cô góp mặt trong sitcom Vampire Idol năm 2011.
Vào năm 2013, Minah đóng vai chính trong bộ phim Holly, vào vai một học sinh trung học khao khát trở thành một nữ diễn viên ballet. Bộ phim giúp cô đã nhận được giải thưởng Nữ diễn viên tân binh tại Liên hoan phim quốc tế Gwangju cho vai diễn của mình. Cùng năm đó, Minah trở thành người dẫn chương trình cho The Music Trend từ tháng 8 năm 2013 đến tháng 1 năm 2014. Sau đó cô ấy nhận được vai diễn vào bộ phim thứ hai, một bộ phim hài kịch gia đình tên “Dad for Rent”.
Năm 2015, Minah góp mặt trong bộ phim về gia đình Sweet, Savage Family. Cô cũng đóng vai chính cùng với Seo Kang-joon trong The Best Future, một bộ phim truyền hình được sản xuất bởi Samsung.
Tháng 5 năm 2016, Minah đóng vai chính trong bộ phim Beautiful Gongshim. Cô nhận được những phản hồi tích cực cho vai diễn của mình với nhân vật tuy xấu xí nhưng rất chân thật.
Năm 2019, Minah trở lại màn ảnh nhỏ với bộ phim My Absolute Boyfriend, được chuyển thể từ tác phẩm truyện tranh Nhật Bản cùng tên.
Ngày 30 tháng 10 năm 2019, công ty chủ quản Yooborn Company đã đưa ra thông báo chính thức, Minah sẽ bắt đầu một thử thách diễn xuất mới với vai diễn trong phim điện ảnh The Best Life. Trong phim, Minah vào vai cô nữ sinh cấp 3 Kang Yi bị biến thành người vô cảm sau khi vướng vào vòng xoáy của những cảm xúc tiêu cực, từ sự thiếu tin tưởng gia đình và trường học cho đến khao khát được kết bạn nhưng lại bị phản bội. The Best Life dự kiến khởi chiếu vào năm 2020.

### Gia nhập công ty mới
Vào ngày 29 tháng 3 năm 2019, Minah chính thức kí hợp đồng độc quyền với Yooborn Company.
Năm 2024, Minah kết thúc hợp đồng với Yooborn Company sau 5 năm. Vào cùng năm Minah ký hợp đồng với công ty SM Culture & Contents.

## Cuộc sống cá nhân
Ngày 28 tháng 07 năm 2014 Minah lộ ảnh hẹn hò với cầu thủ bóng đá Son Heung-min và điều đó đã bị phủ nhận bởi DreamT Entertainment nhưng công ty đã thừa nhận ngay sau đó và xin lỗi về sự hiểu lầm.
Ngày 16 tháng 10 năm 2014 báo chí đề cập rằng cặp đôi này đã quyết định chia tay. Lý do được đưa ra là khoảng cách xa xôi giữa hai người do Son Heung-min đang bận thi đấu ở châu Âu.

## Danh sách đĩa nhạc

### Mini Album
| Mini Album       | Thông tin                                                                                           | Danh sách bài hát |
| ---------------- | --------------------------------------------------------------------------------------------------- | --- |
| I Am A Woman Too | Ngày phát hành: 16 tháng 3 năm 2015 Hãng đĩa: Dream T Entertainment Định dạng: CD, digital download | 1. That's So Weird (feat. Kanto (TROY)) 2. I Am A Woman Too 3. Colorful 4. That's So Weird (Inst.) 5. I Am A Woman Too (Inst.) |

### Single Digital
| Single    | Thông tin                           | Danh sách bài hát     |
| --------- | ----------------------------------- | --------------------- |
| Other Way | Ngày phát hành: 3 tháng 11 năm 2017 | 1. 11° 2. 11° (Inst.) |

### Nghệ sĩ solo
| Năm  | Ca khúc                  | Album                     | Thời gian | Ghi chú          |
| ---- | ------------------------ | ------------------------- | --------- | ---------------- |
| 2010 | Cracked the Moon         | Argo OST                  | 3:40      | Solo             |
| 2010 | Only Once                | Jungle Fish 2 OST         | 4:20      | Solo             |
| 2011 | Rapper's Breakup Part. 2 | The Rage Theater          | 3:34      | với Defconn      |
| 2013 | Stop Resisting           | Hyde                      | 3:46      | với VIXX         |
| 2014 | Holding Hands            | Lee Hyun-do Project       | 3:59      | với DinDin       |
| 2014 | You, I                   | Doctor Stranger OST       | 2:50      | Solo             |
| 2014 | I Will Be on Your Side   | Best Future OST           | 1:33      | Solo             |
| 2014 | For Victory 2014         |                           | 2:30      | với Trans Fixion |
| 2014 | Whatever                 | Miss Me or Diss Me        | 3:31      | với MC Mong      |
| 2014 | Skyfall                  | Skyfall                   | 4:02      | với Damiano      |
| 2014 | Tell Me                  | Dad for Rent OST          | 3:41      | Solo             |
| 2014 | One Person               | The King's Face OST       | 4:04      | Solo             |
| 2015 | I Am a Woman Too         | I Am a Woman Too          | 3:23      | Solo             |
| 2015 | No                       | Sweet, Savage Family OST  | 4:32      | với Lee Minhyuk  |
| 2016 | My First Kiss            | Beautiful Gong Shim OST   | 3:16      | Solo             |
| 2017 | 11°                      | Other Way                 | 3:38      | Solo             |
| 2019 | It was love              | My Absolute Boyfriend OST | 3:21      | với Jung Ilhoon  |
| 2019 | Butterfly                | Butterfly                 | 3:48      | Solo             |

## Điện ảnh

### Phim điện ảnh
| Năm  | Tiêu đề      | Vai trò |
| ---- | ------------ | ------- |
| 2011 | Performer    |         |
| 2013 | Holly        | Wani    |
| 2014 | Dad for Rent | Bomi    |

### Phim truyền hình
| Năm  | Tiêu đề                                               | Vai trò                         | Kênh        |
| ---- | ----------------------------------------------------- | ------------------------------- | ----------- |
| 2011 | Roller Coaster                                        | Em gái (Khách mời)              | tvN         |
| 2011 | I Believed in Men                                     | (Khách mời)                     | MBC Every 1 |
| 2011 | Baby Faced Beauty                                     | Hyemi (Khách mời, tập 1 & 6)    | KBS2        |
| 2011 | Vampire Idol                                          | Minah                           | MBN         |
| 2013 | Mặt trời của Chủ quân                                 | Kim Ga-young (Khách mời, tập 2) | SBS         |
| 2013 | The Clinic for Married Couples: Love and War Season 2 | Chính cô Khách mời              | KBS2        |
| 2013 | The Miracle                                           | Cha Eun-sang                    | SBS         |
| 2014 | The Best Future                                       | Mirae                           |             |
| 2015 | Sweet, Savage Family                                  | Beak Hyun-ji                    | MBC         |
| 2016 | Gong Shim đáng yêu                                    | Gong Shim                       | SBS         |
| 2019 | My absolute boyfriend                                 | Um Da-da                        | SBS         |
| 2020 | The Best Life                                         | Kang Yi                         |             |

### Chương trình thực tế
| Năm       | Tiêu đề                                      | Vai trò             | Tập |  |
| --------- | -------------------------------------------- | ------------------- | --- |  |
| 2010      | Wonder Woman                                 | Chính cô            |     |  |
| 2010      | Minah Cham Story                             | Chính cô            |     |  |
| 2010      | We Are Dating                                | Chính cô            |     |  |
| 2010      | Star Making Survivor                         | Khách mời           |     |  |
| 2013      | Running Man                                  | Khách mời           | 162 |  |
| 2013      | Happy Together                               | Khách mời           | 325 |  |
| 2013      | The Clinic for Married Couples: Love and War | Chính cô            |     |  |
| 2013-2014 | The Music Trend                              | MC                  |     |  |
| 2014      | Running Man                                  | Khách mời           | 198 |  |
| 2014      | Hello Counselor                              | Khách mời           | 182 |  |
| 2014      | Saturday Night Live Korea                    | Khách mời           |     |  |
| 2014      | God of Food Table                            | MC                  |     |  |
| 2014      | Eco Village                                  | Thành viên cố định  |     |  |
| 2015      | Immortal Songs 2                             | Khách mời           |     |  |
| 2015      | Luật rừng                                    | Khách mời           |     |  |
| 2015      | One Fine Day                                 | Chính cô            |     |  |
| 2015      | King of Mask Singer                          | Khách mời           |     |  |
| 2016      | Naked 4show                                  | Chính cô            |     |  |
| 2016      | Flower Crew                                  | Khách mời           |     |  |
| 2018      | Battle Trip                                  | Khách mời cùng Yura |     |  |

### Khách mời music video
| Năm  | Ca khúc                  | Ca sĩ |
| ---- | ------------------------ | ----- |
| 2010 | "Afraid of You (Paleni)" | Hit-5 |

## Giải thưởng và đề cử
| Năm  | Giải thưởng                                  | Thể loại                                                     | Đề cử               | Kết quả   |
| ---- | -------------------------------------------- | ------------------------------------------------------------ | ------------------- | --------- |
| 2013 | 13th Gwangju International Film Festival     | Nữ diễn viên mới xuất sắc                                    | Holly               | Đoạt giải |
| 2014 | 16th Seoul International Youth Film Festival | OST xuất sắc bởi nữ nghệ sĩ                                  | You, I              | Đề cử     |
| 2016 | Seoul Music Awards                           | Giải thưởng Bonsang                                          | I Am a Woman Too    | Đề cử     |
| 2016 | Seoul Music Awards                           | Nghệ sĩ được yêu mến                                         | Minah               | Đề cử     |
| 2016 | SBS Drama Awards                             | Nữ diễn viên xuất sắc nhất thể loại phim lãng mạn - hài hước | Beautiful Gong Shim | Đoạt giải |
| 2016 | SBS Drama Awards                             | Nữ Diễn viên Mới                                             | Beautiful Gong Shim | Đoạt giải |
| 2016 | SBS Drama Awards                             | Cặp đôi đẹp nhất (với Namkoong Min)                          | Beautiful Gong Shim | Đề cử     |
| 2017 | 53rd Baeksang Arts Awards                    | Diễn viên mới xuất sắc nhất                                  | Beautiful Gong Shim | Đề cử     |